# Lanny McDonald
Lanny King McDonald (* 16. února 1953) je bývalý kanadský lední hokejista a člen Hokejové síně slávy. Byl známý pod přezdívkou „Knírač“.

## Hráčská kariéra

### Klubová kariéra
Do NHL byl draftován v roce 1973 z celkově 4. místa týmem Toronto Maple Leafs. Ve druhé polovině sedmdesátých let byl důležitým pilířem týmu. Památný je jeho gól z prodloužení proti New York Islanders z roku 1978, kterého dosáhl se zlomeným zápěstím a přeraženým nosem a vyřadil jím Islanders ze čtvrtfinále play-off. V sezóně 1979/1980 byl však manažerem Punchem Imlachem vyměněn do týmu Colorado Rockies. Tam strávil dva roky a stal se kapitánem. V rozehrané sezóně 1981/1982 se dostal do týmu Calgary Flames, kde hrál až do konce aktivní kariéry v roce 1989. Jeho individuálně nejúspěšnějším ročníkem byl 1982/1983, kdy sváděl po značnou část sezóny boj o titul nejlepšího střelce s Wayne Gretzkym. Nakonec vstřelil 66 gólů (o pět méně než Gretzky) a zaznamenal 32 asistencí. Byl to jeden z nemnoha výkonů historie NHL, kdy elitní hráč měl na svém kontě v sezóně více než dvakrát tolik gólů co asistencí. V Calgary také ve své poslední sezóně dosáhl na Stanley Cup. V Calgary byl považován za místního hrdinu a jeho číslo 9 bylo později vyřazeno.

### Reprezentace
Za Kanadu hrál na prvním ročníku Kanadského poháru v roce 1976, kde s týmem dosáhl na vítězství.

## Úspěchy a ocenění
Týmové
- vítězství na Kanadském poháru 1976 – s reprezentací Kanady
- vítězství ve Stanley Cupu 1988- s Calgary Flames

Individuální
- Bill Masterton Memorial Trophy – 1983
- King Clancy Memorial Trophy – 1988
- člen druhého NHL All-Star Teamu – 1977, 1983
- člen Síně slávy NHL (od 1992)
- první hráč Calgary Flames, jehož číslo bylo na jeho počest vyřazeno

## Prvenství
- Debut v NHL – 10. října 1973 (Toronto Maple Leafs proti Buffalo Sabres)
- První asistence v NHL – 10. října 1973 (Toronto Maple Leafs proti Buffalo Sabres)
- První gól v NHL – 17. října 1973 (Montreal Canadiens proti Toronto Maple Leafs, kanadskému brankáři Michel Larocque)
- První hattrick v NHL – 30. března 1974 (Toronto Maple Leafs proti New York Rangers)

## Klubové statistiky
| Sezóna     | Klub                | Soutěž     |      | Základní část | Základní část | Základní část | Základní část | Základní část |    | Play off | Play off | Play off | Play off | Play off |
| Sezóna     | Klub                | Soutěž     | Z    | G             | A             | B             | TM            | Z             | G  | A        | B        | TM       |          |          |
| 1970–71    | Calgary Centennials | WCHL       | 6    | 0             | 2             | 2             | 6             | —             | —  | —        | —        | —        |          |          |
| 1971–72    | Medicine Hat Tigers | WCHL       | 68   | 50            | 64            | 114           | 54            | —             | —  | —        | —        | —        |          |          |
| 1972–73    | Medicine Hat Tigers | WCHL       | 68   | 62            | 77            | 139           | 84            | —             | —  | —        | —        | —        |          |          |
| 1973–74    | Toronto Maple Leafs | NHL        | 70   | 14            | 16            | 30            | 43            | —             | —  | —        | —        | —        |          |          |
| 1974–75    | Toronto Maple Leafs | NHL        | 64   | 17            | 27            | 44            | 86            | 7             | 0  | 0        | 0        | 2        |          |          |
| 1975–76    | Toronto Maple Leafs | NHL        | 75   | 37            | 56            | 93            | 70            | 10            | 4  | 4        | 8        | 4        |          |          |
| 1976–77    | Toronto Maple Leafs | NHL        | 80   | 46            | 44            | 90            | 77            | 9             | 10 | 7        | 17       | 6        |          |          |
| 1977–78    | Toronto Maple Leafs | NHL        | 74   | 47            | 40            | 87            | 54            | 13            | 3  | 4        | 7        | 10       |          |          |
| 1978–79    | Toronto Maple Leafs | NHL        | 79   | 43            | 42            | 85            | 32            | 6             | 3  | 2        | 5        | 0        |          |          |
| 1979–80    | Toronto Maple Leafs | NHL        | 35   | 15            | 15            | 30            | 10            | —             | —  | —        | —        | —        |          |          |
| 1979–80    | Colorado Rockies    | NHL        | 46   | 25            | 20            | 45            | 43            | —             | —  | —        | —        | —        |          |          |
| 1980–81    | Colorado Rockies    | NHL        | 80   | 35            | 46            | 81            | 56            | —             | —  | —        | —        | —        |          |          |
| 1981–82    | Colorado Rockies    | NHL        | 16   | 6             | 9             | 15            | 20            | —             | —  | —        | —        | —        |          |          |
| 1981–82    | Calgary Flames      | NHL        | 55   | 34            | 33            | 67            | 37            | 3             | 0  | 1        | 1        | 6        |          |          |
| 1982–83    | Calgary Flames      | NHL        | 80   | 66            | 32            | 98            | 90            | 7             | 3  | 4        | 7        | 19       |          |          |
| 1983–84    | Calgary Flames      | NHL        | 65   | 33            | 33            | 66            | 64            | 11            | 6  | 7        | 13       | 6        |          |          |
| 1984–85    | Calgary Flames      | NHL        | 43   | 19            | 18            | 37            | 36            | 1             | 0  | 0        | 0        | 0        |          |          |
| 1985–86    | Calgary Flames      | NHL        | 80   | 28            | 43            | 71            | 44            | 22            | 11 | 7        | 18       | 30       |          |          |
| 1986–87    | Calgary Flames      | NHL        | 58   | 14            | 12            | 26            | 54            | 5             | 0  | 0        | 0        | 2        |          |          |
| 1987–88    | Calgary Flames      | NHL        | 60   | 10            | 13            | 23            | 57            | 9             | 3  | 1        | 4        | 6        |          |          |
| 1988–89    | Calgary Flames      | NHL        | 51   | 11            | 7             | 18            | 26            | 14            | 1  | 3        | 4        | 29       |          |          |
| NHL celkem | NHL celkem          | NHL celkem | 1111 | 500           | 506           | 1006          | 899           | 117           | 44 | 40       | 84       | 120      |          |          |

## Reprezentace
| Rok                       | Tým                       | Soutěž                    | Z  | G | A | B | TM |
| ------------------------- | ------------------------- | ------------------------- | -- | - | - | - | -- |
| 1976                      | Kanada                    | KP                        | 5  | 0 | 2 | 2 | 0  |
| 1981                      | Kanada                    | MS                        | 8  | 3 | 0 | 3 | 4  |
| Seniorská kariéra celkově | Seniorská kariéra celkově | Seniorská kariéra celkově | 13 | 3 | 2 | 5 | 4  |